# Elektrownie wodne w Bydgoszczy

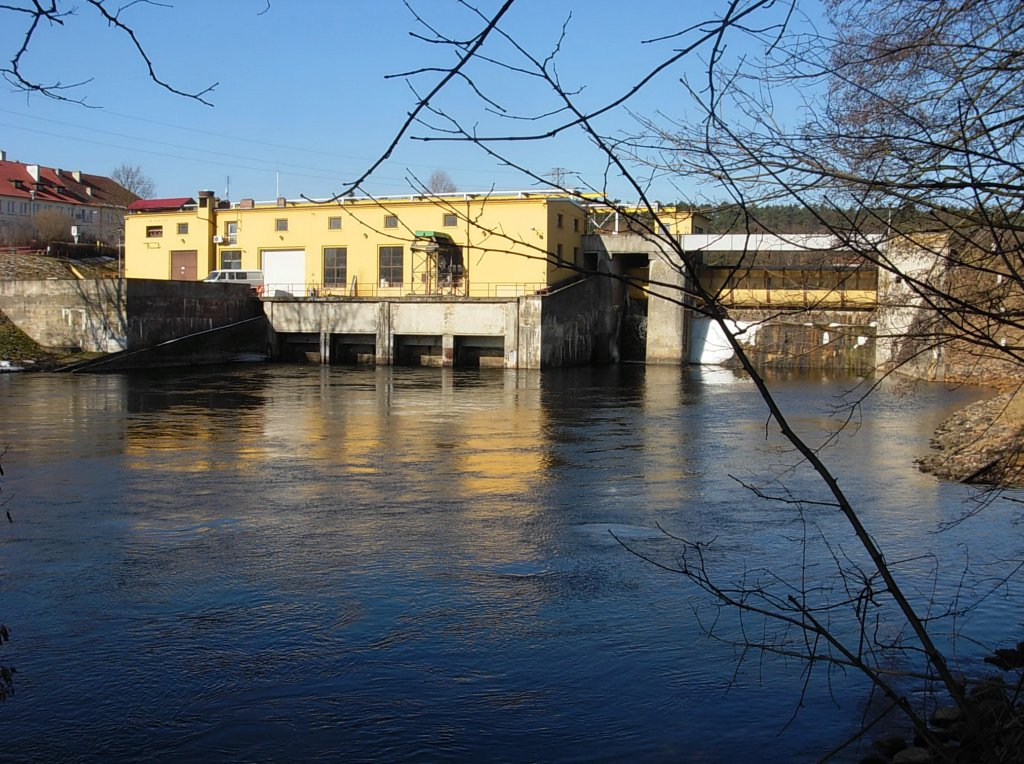
Elektrownia wodna „Smukała”

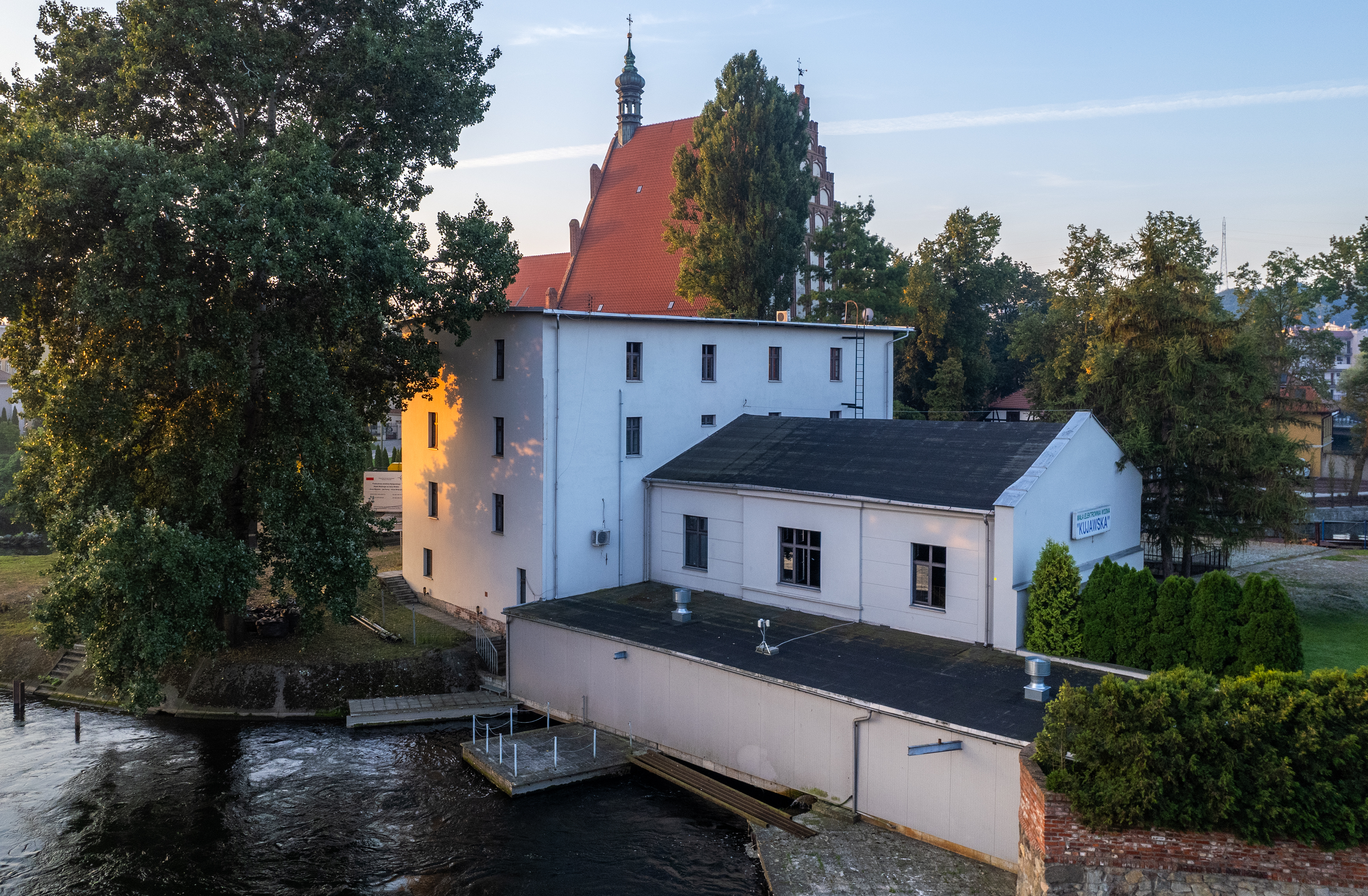
Elektrownia wodna „Kujawska”

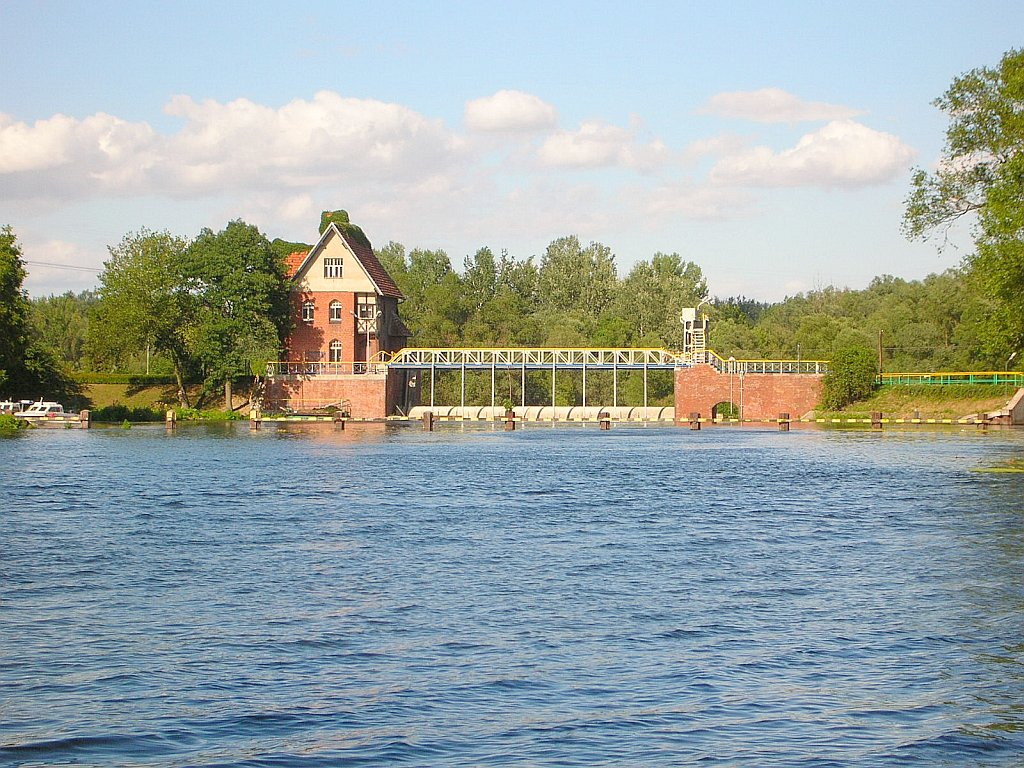
Elektrownia „Mewat” przy jazie Czersko Polskie

Bydgoskie elektrownie wodne – przedsiębiorstwa w Bydgoszczy, wykorzystujące przepływ wód rzeki Brdy do wytwarzania energii elektrycznej.
W 2009 r. działały na obszarze miasta Bydgoszczy trzy elektrownie wodne na Brdzie, które wytwarzały łącznie 4,5 MW energii elektrycznej: jedna w pobliżu miejsca, gdzie Brda wpływa na obszar administracyjny miasta, druga w centrum, na Wyspie Młyńskiej oraz trzecia w miejscu ujścia Brdy do Wisły. Oprócz tego jedna z elektrowni na Wyspie Młyńskiej już nie istnieje, a na osiedlu Czyżkówko planuje się budowę nowej zapory wraz z elektrownią wodną.

## Elektrownia „Smukała”
Największa w Bydgoszczy elektrownia wodna o mocy 3 MW.

## Elektrownia „Kujawska” naWyspie Młyńskiej
Obiekt znajduje się przy ujściu Młynówki do Brdy przy ul. Mennica 2a. Budynek elektrowni powstał w drugiej połowie XIX wieku w miejscu młyna wodnego tzw. kaszarni, a na elektrownię został adaptowany w latach 20. XX wieku. Turbina o mocy 110 kW zasilała domy w okolicach Starego Rynku, nie była jednak powiązana z siecią ogólnomiejską. Wyposażenie siłowni stanowiły dwie turbiny wodne Francisa ustawione pionowo z przekładnią zębatą z zębów drewnianych. Jedna turbina była wykorzystana do napędu urządzeń młyna-kaszarni, druga do napędu generatora zasilającego własne urządzenia młyna.
W 1975 r. ekspertyza techniczna zakładała, że komory turbiny zostaną zabetonowane, a kanał doprowadzający wodę częściowo zasypany. Państwowe Zakłady Zbożowe w latach 90. XX w. ogłosiły przetarg na sprzedaż zrujnowanego budynku. W lipcu 1998 r. właścicielem obiektu stał się przedsiębiorca Jerzy Kujawski, budowniczy elektrowni wodnych na Kaszubach. Doprowadził on do remontu obiektu i zainstalował nowe turbiny. Elektrownię uruchomiono 1 grudnia 1998 r.
W latach 2000–2005 wykonano remont elewacji budynków, kapitalny remont trzech turbin oraz dostarczono dwie nowe. Łączna moc elektrowni w 2009 r. wynosi 600 kW i jest w całości przekazywana do Zakładu Energetycznego Bydgoszcz.
W 2009 r. w pomieszczeniach elektrowni otwarto muzeum energetyki. Pierwszą ekspozycję stanowi zabytkowe wyposażenie elektrowni oraz wyeksploatowany i wycofany z użytku sprzęt techniczny. W pomieszczeniach mieszczą się także ekspozycje urządzeń energetycznych oraz duże zbiory odbiorników radiowych z XX wieku (250 szt.) Gromadzone eksponaty mają przypominać historię bydgoskiej energetyki, elektrowni wodnych działających na tym terenie oraz sylwetki osób, które tę historię tworzyły.

## Elektrownia „Mewat” wCzersku Polskim
Obiekt znajduje się przy torze regatowym, przy naturalnym ujściu Brdy do Wisły.
Pierwsza, niewielką elektrownię wodną wybudowano w latach 1903–1906 przy jazie Czersko Polskie, który służył spiętrzeniu wód rzeki Brdy. Elektrownia produkowała energię potrzebną do oświetlenia budynku technicznego do obsługi jazu i śluz. W takim układzie pracowała do 1965 r. 29 czerwca 1985 r. obiekt przebudowała i uruchomiła ponownie spółka „Mewat”. Była to pierwsza prywatna elektrownia na terenie Zakładu Energetycznego Bydgoszcz. W latach 90. XX w. uruchomiono obok starego obiektu kolejne, dwie małe elektrownie, wobec czego w 2009 r. działały w tym miejscu 3 elektrownie o łącznej mocy 945 kW.
Elektrownie „Mewat” w Czersku Polskim obok wytwarzania energii, oczyszczają mechanicznie wody wpływające z Brdy do Wisły poprzez system krat i czyszczarek mechanicznych, utrzymują stały poziom wody w Brdzie, aż do Śluzy Miejskiej oraz chronią zabytkowy jaz walcowy, odciążając go poprzez przejęcie w normalnych warunkach całego przepływu rzeki. Umożliwiają także awaryjne wyłączenie jazu walcowego z eksploatacji w razie konieczności jego remontu.

## Nieistniejąca „centrala elektryczna” naWyspie Młyńskiej
Obiekt uruchomiono jako pierwszą elektrownię wodną w Bydgoszczy w 1898 r. obok Młyna Rothera, przy jednym z przepustów między Młynówką, a Brdą. W latach 60. XX w. obiekt przestał istnieć wskutek zasypania przepustu. Po elektrowni pozostał tylko mur, przy którym był zamocowany układ kół wodnych.

## Planowana elektrownia naCzyżkówku
Od 2005 r. dyskutowana jest w Bydgoszczy sprawa budowy kolejnej elektrowni na Brdzie, poniżej stopnia wodnego Smukała. Inwestycja wzbudza jednak wiele kontrowersji i protestów mieszkańców pobliskiego terenu, nie wiadomo więc, czy zostanie zrealizowana.